# Pa-čou (Che-pej)
Pa-čou (čínsky pchin-jinem Bàzhōu, znaky 霸州) je městský okres v městské prefektuře Lang-fang v provincii Che-pej v Čínské lidové republice. Rozloha celého městského okresu je 798 čtverečních kilometrů a v roce 2010 v něm žilo přibližně 623 tisíc obyvatel.

## Historie
Za říše Chan na území moderního městského okresu Pa-čou existovalo údělné knížectví I-čchang (益昌候国), později začleněné do okresu An-cch’. Za říše Tchang zde vznikl okres Wu-lung (武隆), později přejmenovaný na Chuej-čchang (会昌), а pak na Jung-čching (永清). Za Severních Čouů byl roku 959 založen kraj Pa-čou se sídlem v okresu Jung-čching.
V říši Sung zde byl roku 1005 založen speciální kraj Sin-an (信安军). Roku 1035 byl okres Jung-čching připojen k okresu Wen-an. Za říše Ťin byl status Sin-anu snížen na okres a koncem 12. století kraji Pa-čou podléhaly okresy Sin-an a I-ťin (益津, založený roku 1189)
V říši Jüan byl okres Sin-an začleněn do I-ťinu a roku 1263 I-ťin zrušen s tím, že jeho území přešlo pod přímou správu kraje Pa-čou, roku 1265 byl však okres I-ťin obnoven. Za říše Ming byl opět zrušen. Počátkem čchingské éry kraji Pa-čou podléhaly okresy Wen-an, Ta-čcheng a Pao-ting, od roku 1728 kraj o své okresy přišel.
Po sinchajské revoluci došlo k reorganizaci administrativy a na místě kraje Pa-čou vznikl okres Pa (霸). Od roku 1949 podléhal Tchien-ťinu, roku 1958 byly k okresu připojeny okresy Jung-čching a Kuang, opět vyčleněné roku 1961 a 1962. Od roku 1973 okres Pa podléhal chepejské prefektuře Lang-fang, od roku 1988 přejmenované na městskou prefekturu Lang-fang. Roku 1990 byl okres Pa přejmenován na městský okres Pa-čou.